# Cladonia stereoclada
Cladonia stereoclada är en art av lavar som beskrevs av Henry des Abbayes. Arten ingår i släktet Cladonia och familjen Cladoniaceae. Inga underarter finns listade i Catalogue of Life.